# Chloraea philippii
Chloraea philippii är en orkidéart som beskrevs av Heinrich Gustav Reichenbach. Chloraea philippii ingår i släktet Chloraea och familjen orkidéer. Inga underarter finns listade i Catalogue of Life.